# Plectopyloidea
Plectopyloidea Möllendorff, 1898 è una superfamiglia di molluschi gasteropodi polmonati terrestri dell'ordine Stylommatophora.

## Distribuzione e habitat
La superfamiglia è presente in Africa e Asia. In particolare: la famiglia Plectopylidae ha un areale che abbraccia l'Asia sud-orientale dal Nepal al Giappone meridionale, Corillidae è endemica di Sri Lanka e della regione indiana dei Ghati occidentali, mentre Sculptariidae è endemica dell'Africa sud-occidentale.

## Tassonomia
La tassonomia dei Gasteropodi di Bouchet & Rocroi del 2005 assegnava la superfamiglia al gruppo informale Sigmurethra, rivelatosi polifiletico.
Secondo la classificazione attualmente accettata, la superfamiglia appartiene al sottordine Helicina dell'ordine Stylommatophora e comprende le seguenti famiglie:
- Corillidae Pilsbry, 1905
- Plectopylidae Möllendorff, 1898
- Sculptariidae Degner, 1923